# Universität Jendouba
Die Universität Jendouba (arabisch جامعة جندوبة, DMG Ǧāmiʿat Ǧandūba; französisch Université de Jendouba; kurz UJ) ist eine staatliche Universität in Jendouba im Nordwesten Tunesiens.
Die 2003 gegründete Hochschule bietet Studiengänge in Sprachen und Geisteswissenschaften, Kunst und Handwerk, Musik und Theater, Rechtswissenschaften, Wirtschaft, Management, Landwirtschaft, Biotechnologie, Informatik, Sport und Körpererziehung an. Die Hochschule hat Niederlassungen in Jendouba, Béja, Le Kef und Siliana.